# Liste der Gerichtsbezirke in Kastilien-La Mancha
Dies sind die Gerichtsbezirke in Kastilien-La Mancha, Spanien.

## Provinz Albacete

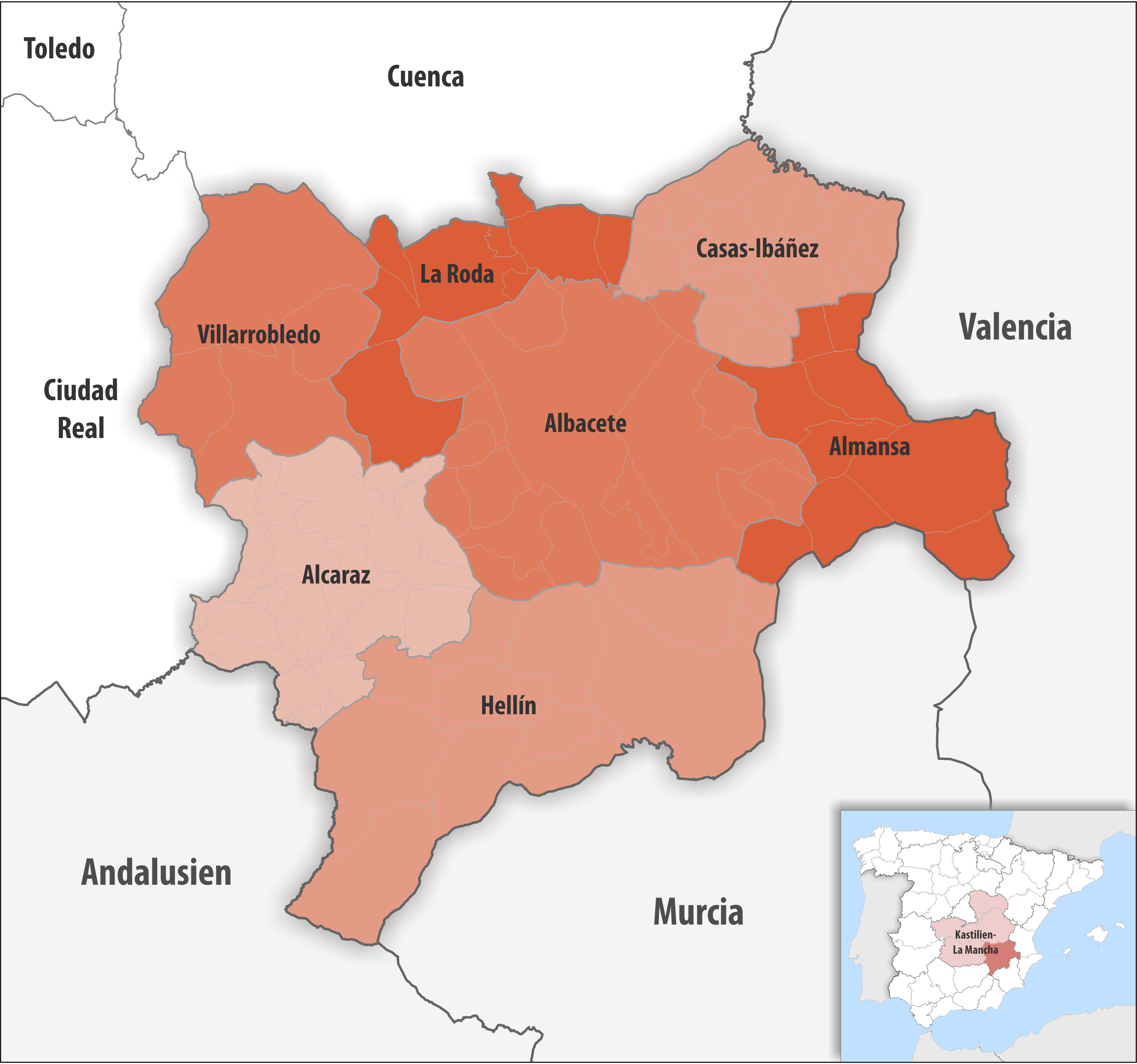
Gerichtsbezirke in der Provinz Albacete

| Gerichtsbezirk   | Gemeinden | Einwohner (2024) | Fläche km² | Dichte Einw./km² | Hauptquartier |
| ---------------- | --------- | ---------------- | ---------- | ---------------- | ------------- |
| Albacete         | 16        | 197.469          | 3.345,05   | 59               | Albacete      |
| Alcaraz          | 17        | 8.314            | 1.948,97   | 4                | Alcaraz       |
| Almansa          | 9         | 44.341           | 1.633,00   | 27               | Almansa       |
| Casas-Ibáñez     | 20        | 20.193           | 1.435,22   | 14               | Casas-Ibáñez  |
| Hellín           | 13        | 54.212           | 3.510,95   | 15               | Hellín        |
| La Roda          | 8         | 30.573           | 1.209,94   | 25               | La Roda       |
| Villarrobledo    | 4         | 33.497           | 1.839,51   | 18               | Villarrobledo |
| Provinz Albacete | 87        | 388.599          | 14.922,64  | 26               | Albacete      |

## Provinz Ciudad Real

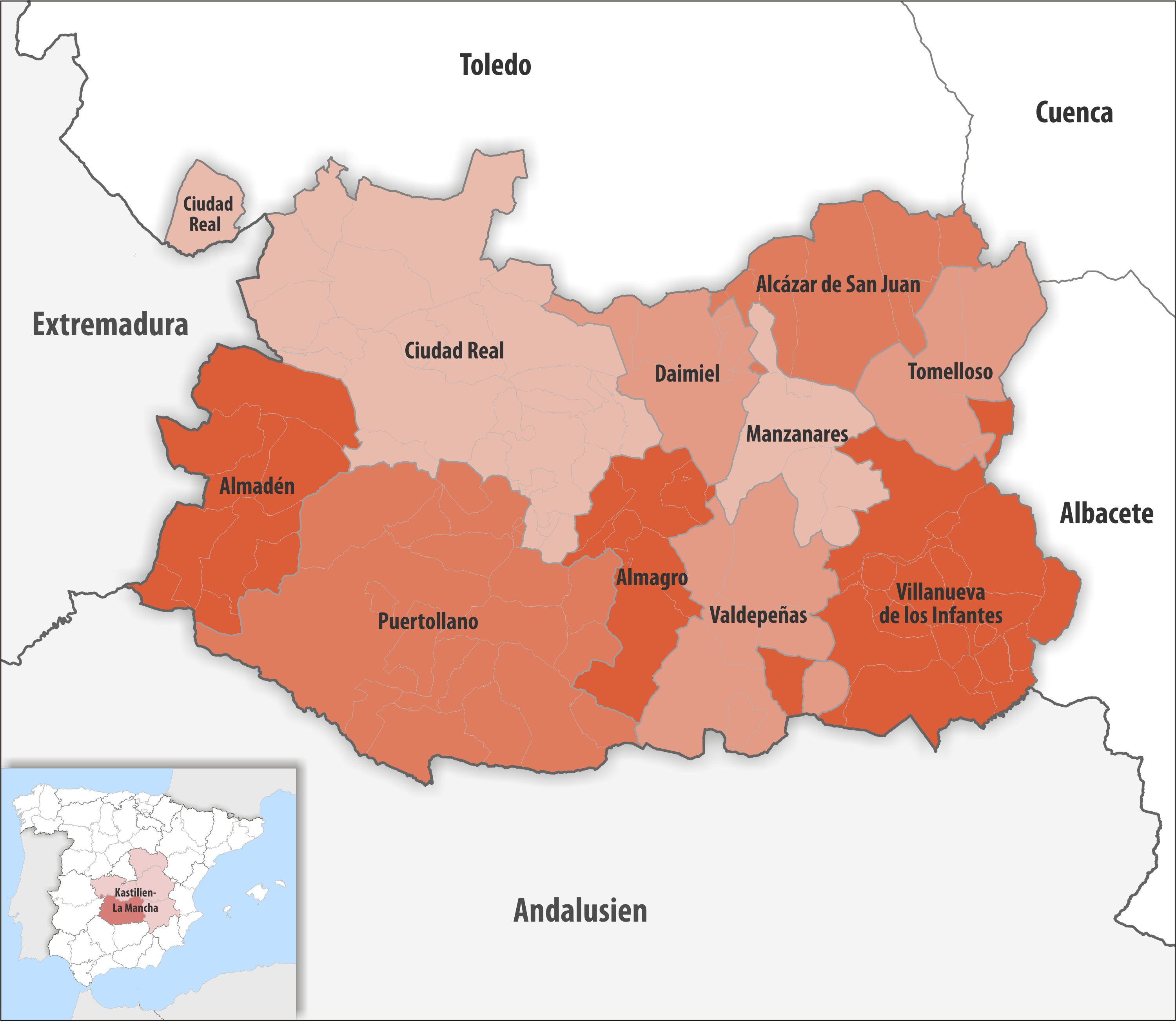
Gerichtsbezirke in der Provinz Ciudad Real

| Gerichtsbezirk             | Gemeinden | Einwohner (2024) | Fläche km² | Dichte Einw./km² | Hauptquartier              |
| -------------------------- | --------- | ---------------- | ---------- | ---------------- | -------------------------- |
| Alcázar de San Juan        | 6         | 61.822           | 1.384,20   | 45               | Alcázar de San Juan        |
| Almadén                    | 9         | 11.658           | 1.734,12   | 7                | Almadén                    |
| Almagro                    | 6         | 30.076           | 1.045,29   | 29               | Almagro                    |
| Ciudad Real                | 25        | 126.008          | 4.302,10   | 29               | Ciudad Real                |
| Daimiel                    | 5         | 31.894           | 936,61     | 34               | Daimiel                    |
| Manzanares                 | 6         | 43.235           | 897,19     | 48               | Manzanares                 |
| Puertollano                | 18        | 66.583           | 4.156,74   | 16               | Puertollano                |
| Tomelloso                  | 4         | 56.138           | 1.050,64   | 53               | Tomelloso                  |
| Valdepeñas                 | 7         | 46.855           | 1.648,22   | 28               | Valdepeñas                 |
| Villanueva de los Infantes | 16        | 18.371           | 2.657,65   | 7                | Villanueva de los Infantes |
| Provinz Ciudad Real        | 102       | 492.640          | 19.812,76  | 25               | Ciudad Real                |

## Provinz Cuenca

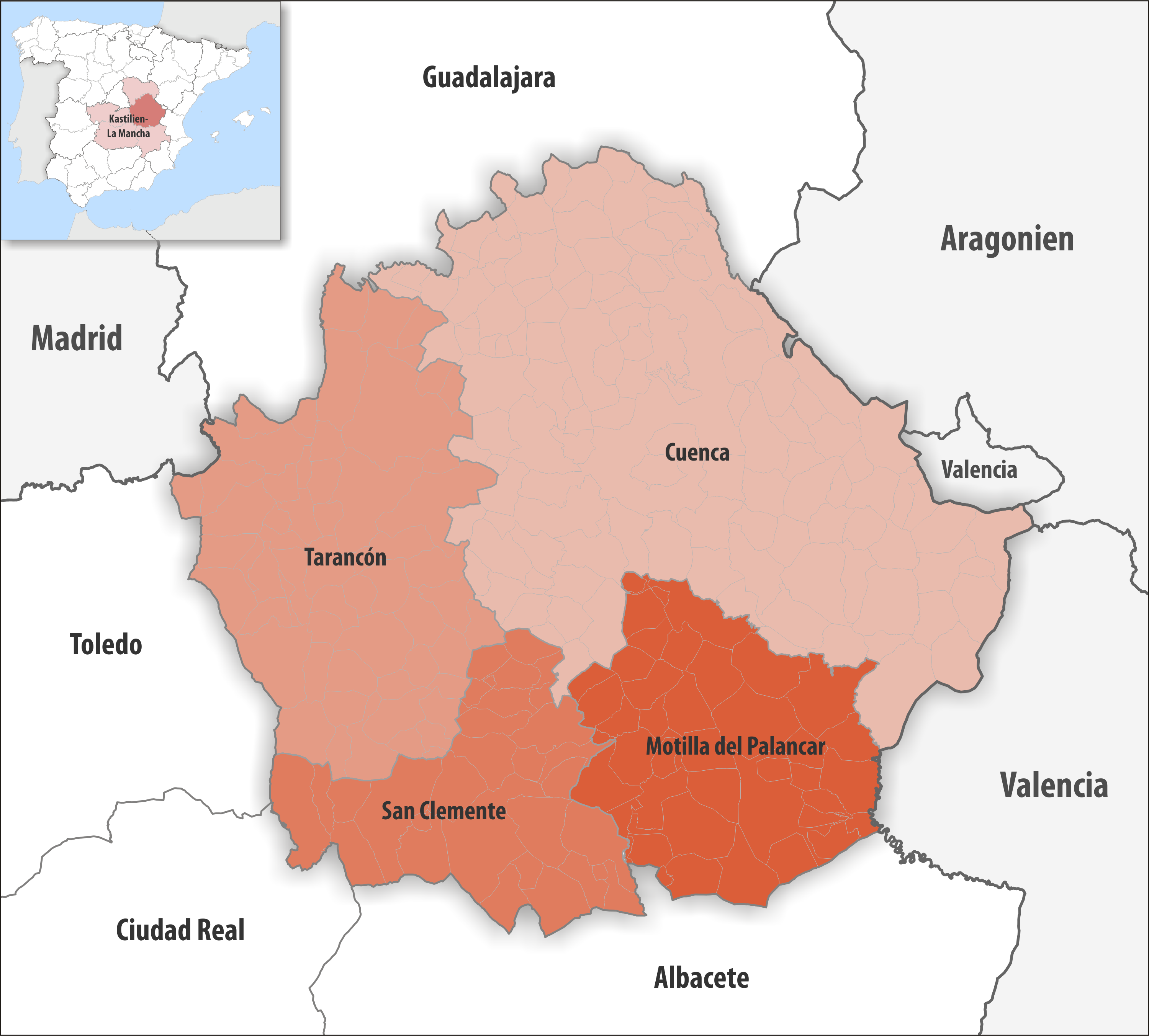
Gerichtsbezirke in der Provinz Cuenca

| Gerichtsbezirk       | Gemeinden | Einwohner (2024) | Fläche km² | Dichte Einw./km² | Hauptquartier        |
| -------------------- | --------- | ---------------- | ---------- | ---------------- | -------------------- |
| Cuenca               | 118       | 82.167           | 7.939,29   | 10               | Cuenca               |
| Motilla del Palancar | 36        | 37.481           | 2.816,31   | 13               | Motilla del Palancar |
| San Clemente         | 27        | 36.820           | 2.293,78   | 16               | San Clemente         |
| Tarancón             | 57        | 41.138           | 4.089,21   | 10               | Tarancón             |
| Provinz Cuenca       | 238       | 197.606          | 17.138,59  | 12               | Cuenca               |

## Provinz Guadalajara

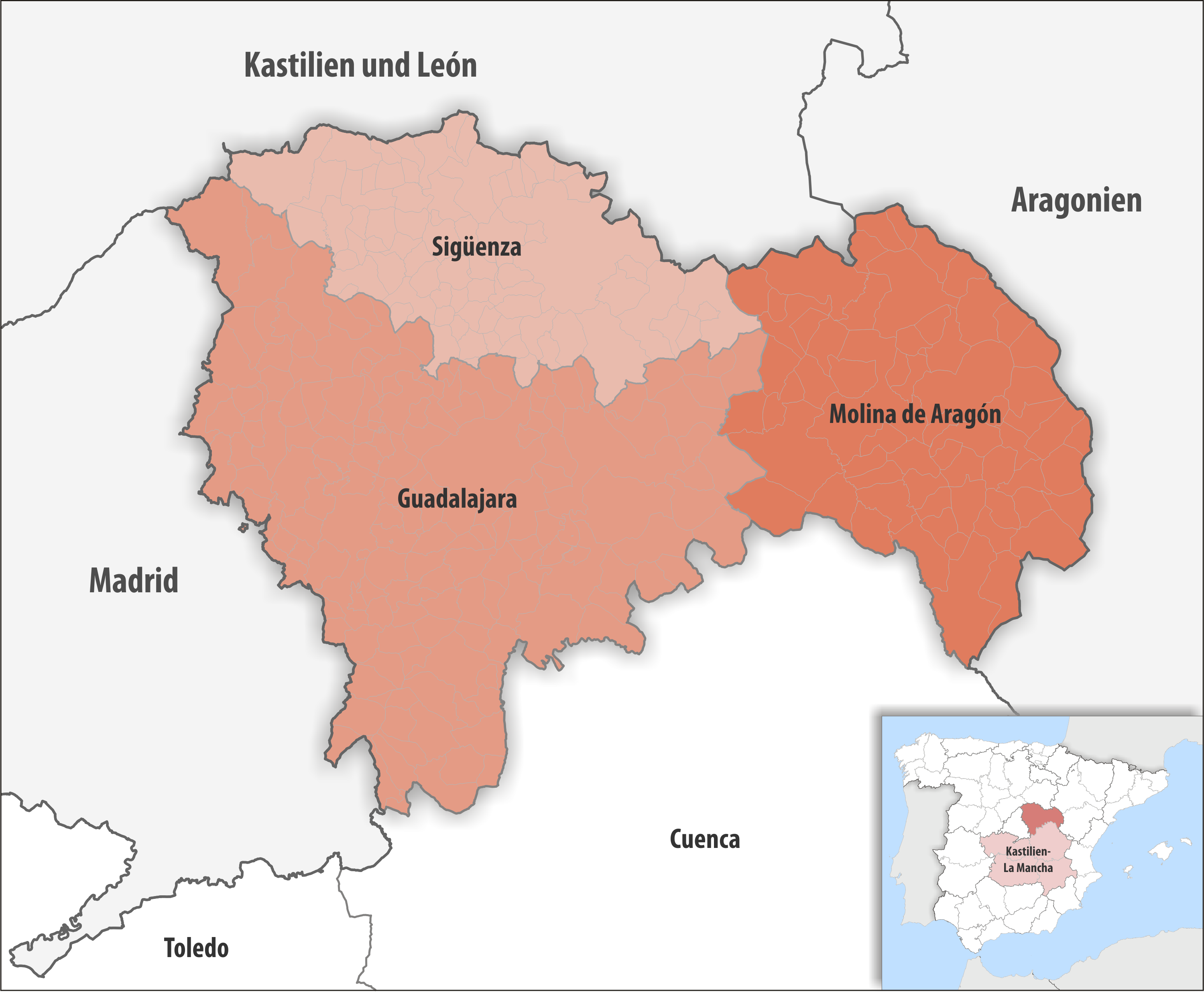
Gerichtsbezirke in der Provinz Guadalajara

| Gerichtsbezirk      | Gemeinden | Einwohner (2024) | Fläche km² | Dichte Einw./km² | Hauptquartier    |
| ------------------- | --------- | ---------------- | ---------- | ---------------- | ---------------- |
| Guadalajara         | 165       | 262.573          | 6.377,70   | 41               | Guadalajara      |
| Molina de Aragón    | 63        | 7.492            | 3.430,34   | 2                | Molina de Aragón |
| Sigüenza            | 60        | 9.795            | 2.405,21   | 4                | Sigüenza         |
| Provinz Guadalajara | 288       | 279.860          | 12.213,25  | 23               | Guadalajara      |

## Provinz Toledo

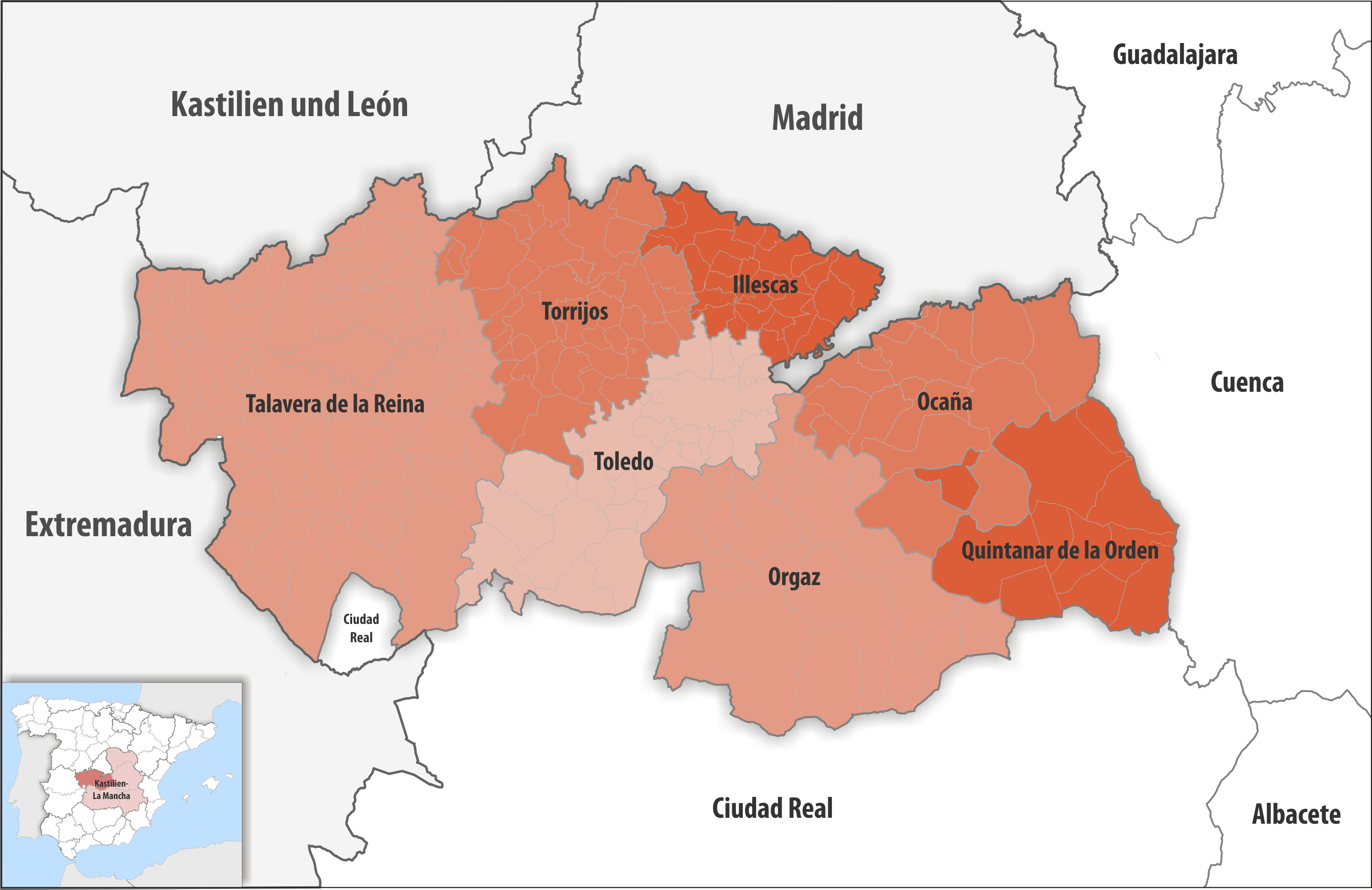
Gerichtsbezirke in der Provinz Toledo

| Gerichtsbezirk        | Gemeinden | Einwohner (2024) | Fläche km² | Dichte Einw./km² | Hauptquartier         |
| --------------------- | --------- | ---------------- | ---------- | ---------------- | --------------------- |
| Illescas              | 27        | 178.959          | 887,02     | 202              | Illescas              |
| Ocaña                 | 16        | 53.326           | 1.871,06   | 29               | Ocaña                 |
| Orgaz                 | 19        | 66.375           | 2.786,82   | 24               | Orgaz                 |
| Quintanar de la Orden | 11        | 45.631           | 1.501,66   | 30               | Quintanar de la Orden |
| Talavera de la Reina  | 65        | 142.205          | 4.562,27   | 31               | Talavera de la Reina  |
| Toledo                | 24        | 160.154          | 1.841,72   | 87               | Toledo                |
| Torrijos              | 42        | 93.498           | 1.918,07   | 49               | Torrijos              |
| Provinz Toledo        | 204       | 740.148          | 15.368,62  | 48               | Toledo                |